# Observatorio Astronómico de las Montañas de Pistoia
El Observatorio Astronómico de las Montañas de Pistoia (en italiano Osservatorio Astronomico della Montagna Pistoiese), también conocido como Osservatorio di Pian dei Termini es un observatorio astronómico situado en la localidad italiana de San Marcello Pistoiese, en la Toscana.
El observatorio tiene el código 104 del Minor Planet Center. Su director es el astrónomo Luciano Tesi.

## Realizaciones
El observatorio utiliza dos telescopios newtonianos-Cassegrain de 0,4 y 0,6 metros de diámetro. Es la sede del "Grupo Astrofili Montagna Pistoiese", un grupo de astrónomos aficionados conocido por sus miembros Luciano Tesi (fundador), Vincenzo Silvano Casulli, Paolo Bacci, Vasco Cecchini y posteriormente Vittorio Goretti.
 

## Descubrimientos
El Minor Planet Center acredita el descubrimiento de 36 asteroides desde este observatorio.